# トゥルク・エア
トゥルク・エア(Turku Air) は、フィンランドの航空会社である。
1974年設立。フィンランド南西部の港湾都市トゥルクを拠点にエアタクシー事業、貨物輸送などを行っている。

## 歴史
トゥルク・エアは1974年、フィンランド空軍出身のヴェイッコ・タハティネン(Veikko Tähtinen)により設立された。当初はTurun lentotoimintapalveluの名称で、飛行訓練や航空機のレンタルを業務としていた。1981年にトゥルク・エアに改名、企業向けチャーター便の運航に業務を拡大した。
2006年にはトゥルクとオーランド諸島のマリエハムンを結ぶ定期路線の運航を開始した。経営はマッティ・タハティネン(Matti Tähtinen)が行っていたが、2011年にLoimaan Tasoiteurakointi Nieminen Oyに買収された。同じ年には代理店のMatka-Agentit Oyと提携、チャーター便やマリエハムン路線の仲介業務を同社が行うこととなった。マリエハムン路線のオンライン予約も開始されたが、サイトがスウェーデン語やオーランド諸島の銀行を通じた決済に対応しておらず、批判を浴びた。
2012年4月には、マリエハムン-トゥルク路線をエア・オーランドが新設することになり、それまで同路線を運航してきたトゥルク・エアはこの路線の運航を取りやめ、代わってエストニアのタリンへの路線を4月16日から運航すると発表した。しかし初日は予約が入らず欠航となった。

## 機材
Piper PA-31-350機を使用している。
- OH-KYC
- OH-PNU
- OH-PNX
- OH-PNY